# ادیگاناهالی (شمال بنگلور)
ادیگاناهالی (شمال بنگلور) (به انگلیسی: Adiganahalli (Bangalore North)) یک روستا در هند است که در کارناتاکا واقع شده‌است.